# A Thousand Miles
«A Thousand Miles» (en español: «Mil millas») es una canción interpretada por la cantautora estadounidense Vanessa Carlton, publicado en su álbum debut de estudio titulado Be Not Nobody (2002). La canción fue escrita por Carlton y producida Ron Fair y coproducida por Curtis Schweitzer. Se lanzó por la empresa discográfica A&M Records el 11 de febrero de 2002 como el sencillo principal del álbum. La canción se convirtió en uno de los máximos éxitos de Carlton y una de las canciones más populares del año.
La canción tuvo un éxito generalizado en todo el mundo, alcanzando el número uno en Australia, donde fue más exitoso, los cinco primeros en los Estados Unidos e Irlanda, y entre los diez primeros en el Reino Unido, Francia, Italia y los Países Bajos. 
También es conocido por la película de White Chicks (2004) debido a que el personaje Latrell Spencer (Terry Crews) la interpretó de forma graciosa.

## Antecedentes
"A Thousand Miles" es una canción pop impulsada por el piano y respaldada por un arreglo orquestal de cuerdas. Carlton menciona que la canción fue inspirada por un flechazo que tuvo con un estudiante de Juilliard (quien ahora es un "actor muy famoso") a quien conoció mientras asistía a la School of American Ballet. Además, afirmó que debido a que nunca habló con su flechazo por su timidez, sentía que tenía "más posibilidades de caer hacia arriba que de tener una relación con esta persona"[2].
También ha llamado a la canción "una combinación de realidad y fantasía. Se trata de un amor que te consume tanto que harías cualquier cosa por él. Así me sentía en ese momento".

## Composición y grabación
"A Thousand Miles" está escrita en la tonalidad de B mayor y compuesta con un tempo de 95 pulsos por minuto. Carlton escribió el riff de piano de la canción en el verano de 1998 en la casa de sus padres en Filadelfia; su madre, quien la había estado escuchando, dijo: "Vanessa, esa es una canción exitosa". Carlton no pudo terminar la canción debido a un bloqueo de escritor, y no volvió a ella durante varios meses. Mientras buscaba una discográfica que la firmara, Carlton tocó el comienzo de la canción para un productor discográfico, quien dijo: "Tienes que terminar eso". Regresó a la casa de sus padres y la terminó en una hora una noche, nombrándola "Interlude".
Algunos años después, Carlton grabó una cinta demo (que incluía varias pistas, incluyendo "Interlude") y la envió a varios productores y discográficas con la esperanza de que alguno la firmara. Algunos mostraron interés, pero Carlton no estuvo de acuerdo con sus sugerencias para títulos alternativos de la canción. Una de las cintas llegó a Ron Fair, jefe de A&M Records, quien recordó que "Era extraordinaria, pero también, en algunos aspectos, medio desastrosa como registro. No presionaba los botones emocionales de la manera que yo lo visualizaba". Carlton se reunió con Fair para una sesión de piano para alterar el arreglo de la canción, "así que el latido venía de una manera diferente", dijo Fair.
Durante la sesión, se insertaron más transiciones en la canción, y se cambió el momento de la repetición del estribillo. Además, se acortó la apertura instrumental y Fair añadió una sección de orquesta; sin embargo, la letra se mantuvo igual. Él explicó: "Tiene muchos inicios y paradas, lo que hace difícil lograr un flujo, pero quería hacer un registro realmente dramático. La canción es como un mini musical por sí misma". "A Thousand Miles" tomó 14 sesiones para grabarse, y fue la primera canción grabada para Be Not Nobody. Además de dirigir la orquesta, Fair también organizó una pequeña banda para su grabación: John Goux tocó la guitarra en la pista, Leland Sklar tocó el bajo, y Abe Laboriel, Jr. tocó la batería. Carlton dijo más tarde, "después de escucharla me di cuenta de que iba a hacer un álbum del que estaría muy orgullosa".
La selección del título de la canción estuvo acompañada por un pequeño desacuerdo entre Carlton y Fair, quien estaba "empeñado" en cambiarlo. Fair dijo: "Vanessa Carlton es un talento increíble, pero también muy terca... Tuve que decir, 'Mira, soy el presidente de la discográfica, no la vamos a llamar "Interlude"'. Cuando estás tratando de lanzar una carrera, la gente necesita un gancho para recoger las cosas, y la palabra 'Interlude' nunca aparece en la canción"[1]. En su forma final, la canción se escuchó por primera vez durante una escena en la película Legally Blonde (2001) de Reese Witherspoon, y se incluyó en la banda sonora de la película bajo el título "A Thousand Miles (Interlude)"[5]. El título final de la canción, "A Thousand Miles", se basó en una sugerencia del sobrino de Fair. Después de la finalización de la canción, Fair dijo que la escuchó repetidamente y "me hizo llorar. Esa es usualmente mi prueba de fuego. Si lloro, sé que es un éxito".
A pesar de esto, le preocupaba que la base de piano de la canción la pusiera en desventaja en el mercado si se lanzaba como sencillo. Fair tocó "A Thousand Miles" frente a  su superior Jimmy Iovine, el copresidente de Interscope-Geffen-A&M. Iovine quedó muy impresionado con la canción, y solicitó que se filmara un video musical de inmediato para ella. Después de que se completó el video, se presentó a Tom Calderone, el vicepresidente de Programación de MTV, a principios de 2002. Calderone expresó el deseo de comenzar a transmitir el video de inmediato y Fair accedió a su solicitud, aunque el álbum aún estaba en producción en ese momento y la "imagen" de marketing de Carlton aún no se había desarrollado.

## Vídeo musical
El vídeo de la canción comienza con Carlton entrando en su garaje y quitando una sábana que cubre su piano. Empieza a tocar y comienza la canción. Mientras, ella y el piano se mueven y salen del garaje para comenzar un recorrido por diferentes partes de la ciudad, pasando cerca de atletas, motociclistas, una banda marchante y caballos en la playa. Al finalizar la pieza, Carlton y su piano regresan al garaje, ella se baja del taburete y se va. El vídeo fue dirigido por Marc Klasfeld y fue rodado cerca de Los Ángeles, California.

## Lista de canciones
Sencillo en CD - Estados Unidos y Canadá
- 1. «A Thousand Miles» — 3:59
- 2. «Twilight» (en vivo) — 4:07

Sencillo en CD - Reino Unido
- 1. «A Thousand Miles» — 3:59
- 2. «Paradise» (versión piano/vocal)
- 3. «Red Ditty»
- 4. «A Thousand Miles» (video) — 3:59

Sencillo en CD - Australia
- 1. «A Thousand Miles» — 3:59
- 2. «Twilight» (en vivo) — 4:07
- 3. «Wanted» (Ripe mix)
- 4. «A Thousand Miles» (video) — 3:59

## Versión de Victoria Justice
«A Thousand Miles» es el sencillo debut de la actriz y cantante estadounidense Victoria Justice cover de la cantante Vanessa Carlton lanzado en 2007. Justice interpretó este tema para una edición especial de Zoey 101: Music Mix, banda sonora de la serie Zoey 101, de Nickelodeon.

### Lista de canciones
- Descarga digital

| N.º | Título             | Duración |  |
| 1.  | «A Thousand Miles» | 3:55     |  |